# Casandria similialis
Casandria similialis là một loài bướm đêm trong họ Noctuidae.